# HD 2421
Désignations
HD 2421, également désignée HR 104, est une étoile multiple de la constellation d'Andromède. Elle est faiblement visible à l'œil nu avec une magnitude apparente combinée de 5,17. D'après les mesures de sa parallaxe, elle est située à une distance d'environ 290 années-lumière de la Terre. Elle s'éloigne du Système solaire avec une vitesse radiale de +2 km/s.

## Caractéristiques
HD 2421 est une binaire spectroscopique à raies doubles avec une période orbitale de 3,96 jours et avec une excentricité de 0,135. La vitesse radiale variable du système a été signalée pour la première fois par Robert Horace Baker (en) en 1909 et la première orbite a été calculée par Stella Udick en 1912. Une orbite plus précise a été publiée en 1993, ce qui a permis de mettre à jour les paramètres orbitaux et d'évaluer un décalage de période par rapport aux observations de 1912.
Le composant principal de la paire, désigné HD 2421 A, a un type spectral de type A2Vs, indiquant une étoile blanche de la séquence principale aux raies nettes, signe d'une rotation lente. Elle montre en effet une vitesse de rotation projetée de seulement 3,0 km/s. L'abondance des éléments chimiques de l'étoile est similaire à celle du Soleil. Le composant secondaire, HD 2421 B, plus faible et plus froide, est également une étoile aux raies nettes de type spectral F2V, correspondant à une étoile jaune-blanc de la séquence principale.

## Système
Une variation régulière dans le mouvement du système suggère l'influence d'un troisième composant. En 2015, un faible composant, HD 2421 C, a été détecté à environ 0,1″ au sud-ouest de la paire principale. Cette étoile a environ 1,1 M☉ et, si elle est liée gravitationnellement, elle orbite avec une période d'environ 16 ans, à une distance de 10,5 ua.